# Sumerki jenskoï duchi
Pour plus de détails, voir Fiche technique et Distribution.
Sumerki jenskoï duchi (Сумерки женской души) est un film russe réalisé par Evgueny Bauer, sorti en 1913,.

## Fiche technique
- Photographie : Nikolaï Kozlovski